# Pachyplectrus laevis
Pachyplectrus laevis là một loài bọ cánh cứng trong họ Hybosoridae. Loài này được LeConte miêu tả khoa học năm 1874.